# Le Forche Caudine
Le Forche Caudine fu un periodico letterario, politico e satirico dell'Ottocento unitario.

## Storia

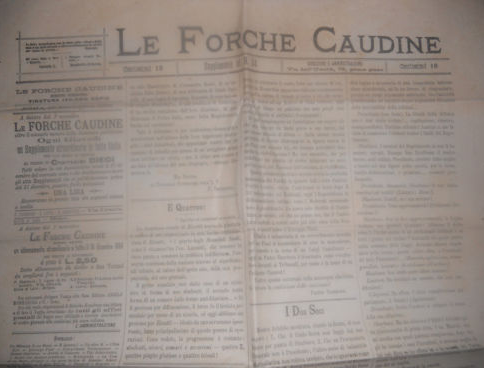
Un numero della rivista uscito nel 1884.

Fu fondato dal giornalista, sociologo e deputato Pietro Sbarbaro, professore di economia politica all'Università di Modena (da qui licenziato per aver preso le difese di due studenti espulsi per essersi iscritti ad un'associazione repubblicana) ed edito da Angelo Sommaruga. Uscì negli anni 1884 e 1885 come settimanale e poi bisettimanale, arrivando a tirare 150 000 copie: all'epoca la più ragguardevole tiratura mai raggiunta in Italia.
Partito da posizioni di sinistra democratica, organo di denuncia della dilagante corruzione del boom economico edilizio di fine secolo, finì su posizioni moraliste denunciando in particolare, con netto anticipo, gli scandali collegati alla Banca Romana. Il giornale si mise in evidenza soprattutto per la perseveranza nella ricerca della verità nel malaffare italiano e per la sua incorruttibilità. Attaccò duramente deputati "venderecci", ministri con "frasario da libertini", scrocconi e cortigiani, persino signore presentate come "sgualdrine".
A determinare la fine del giornale fu proprio una clamorosa inchiesta sui sospetti movimenti di denaro intorno alla Banca Romana, scandalo che poi determinerà la caduta del governo di Giovanni Giolitti e l'arresto di Costanzo Chauvet, direttore de Il Popolo Romano e uno dei più duri oppositori di Sbarbaro. Il giornale, in breve tempo, calamitò su di sé le accuse dell'intera classe politica, con convergenze tra destra e sinistra. Fu proprio una denuncia per diffamazione, legata alle inchieste sulla Banca Romana, a far finire in carcere il direttore Sbarbaro, che qui morì debilitato a soli 55 anni nel 1893.
La direzione del periodico fu quindi assunta dall'avvocato e giornalista siciliano Vincenzo Macaluso, noto per una campagna giornalistica contro la tortura del sordomuto Antonio Cappello, avvenuta nell'ospedale militare di Palermo. Tuttavia, il clima ormai ostile determinò la definitiva cessazione delle pubblicazioni.